# 모질라 코퍼레이션
모질라 코퍼레이션(영어: Mozilla Corporation, 간단히 MoCo)은 모질라 재단이 전적으로 소유한 자회사로서, 전 세계 오픈 소스 개발자 커뮤니티가 행하는 파이어폭스, 시몽키 웹 브라우저와 모질라 선더버드 이메일 클라이언트와 같은 인터넷 관련 응용 소프트웨어의 개발을 조정, 통합한다. 해당 커뮤니티 개발자들 가운데 일부는 기업 내에서 직원으로 고용되어 있다. 또, 이 기업은 이러한 제품들을 배포하고 판매 활동을 촉진시킨다. 비영리 모질라 재단과 달리 모질라 코퍼레이션은 과세 대상이다. 모질라 코퍼레이션은 수익 중 일부 또는 전부를 모질라 프로젝트에 환원한다.

## 설립
모질라 코퍼레이션은 2005년 8월 3일 모질라 재단의 소득 관련 운영을 관리하기 위해 설립되었다. 비영리 단체로서 모질라 재단은 소득의 형태와 양에 제한을 받는다. 모질라 코퍼레이션은 상업적인 활동이 가능하며 이러한 엄격한 규칙들을 따를 필요는 없다.

## 참조
1. ↑  staff (2005년 8월 5일). “Mozilla Foundation Reorganization”. Mozilla Corporation. 2005년 8월 5일에 원본 문서에서 보존된 문서. 2005년 8월 3일에 확인함.

## 같이 보기
- 모질라
- 모질라 공용 허가서
- 모질라 애플리케이션 스위트